# Кебь (деревня)
Кебь — деревня в Карамышевской волости Псковского района Псковской области России.

## География
Расположена на правом берегу реки Кебь, в 15 км к северо-западу от села Карамышево и в 18 км к востоку от центра города Пскова.

## Население
| 2001 | 2002 | 2010 |
| ---- | ---- | ---- |
| 47   | ↘41  | ↘34  |

## История
До 1 января 2010 года деревня входила в состав ныне упразднённой Задорожской волости с центром в д. Лопатово.